# Кущёвская атака
Кущёвская ата́ка или Кущёвская би́тва  — боевой эпизод битвы за Кавказ времен Великой Отечественной войны.  Состоялся 2 августа 1942 года у станицы Кущёвской Краснодарского края.
В СССР получил известность как пример успешной конной атаки. Некоторые участники событий считали атаку неудачной, а победный рапорт командования 17-го кавкорпуса — обманом и очковтирательством (). Сведения о сражении в советской историографии отличаются запутанностью и противоречивостью (). 
В немецких отчётах не упоминается.

## Обстановка на фронте
Заняв Ростов-на-Дону 23 июля 1942 года, группа армий «A» вермахта начала наступление на Кубань. После нескольких дней боёв Южный фронт советских войск начал отходить. Немецкие войска (17-я армия), не встречая серьёзного сопротивления, стремительно продвигались вглубь кубанских степей.
28 июля Южный фронт был расформирован, а его войска переданы Северо-Кавказскому. Фронту была поставлена задача любыми средствами остановить наступление противника и восстановить положение по южному берегу Дона. Северо-Кавказский фронт был разделён на две оперативные группы: Донскую (51-я армия, 37-я армия, 12-я армия и 4-я воздушная армия), которая прикрывала ставропольское направление, и Приморскую (18-я армия, 56-я армия, 47-я армия, 1-й стрелковый корпус, 17-й кавалерийский корпус и 5-я воздушная армия при поддержке Азовской военной флотилии), которая оборонялась на краснодарском направлении. 9-я и 24-я армии были отведены в район Нальчика и Грозного. 51-я армия была передана Сталинградскому фронту. 
Одновременно немецкое командование передало 4-ю танковую армию в состав группы армий «B».

## Предшествовавшие события
30 июля 1942 года горнострелковый разведывательный отряд, шедший во главе 4-й горнострелковой дивизии вермахта, вышел к реке Ея западнее станицы Кущёвской. У моста разведывательный батальон 94-го горнострелкового полка залёг, дожидаясь подхода 91-го стрелкового полка. Последовавшая атака этого полка была отбита огнём советских войск. Тем временем, основные силы 4-й горнострелковой дивизии без успеха попытались расширить захваченный плацдарм у хутора Ленинского. Немецкое командование решило использовать плацдарм у Кущёвской, удерживаемый соединениями 73-й и 125-й пехотных дивизий.
31 июля бои у Кущёвской продолжились. Утром 31 июля пехота вермахта начала наступление на позиции 12-й Кубанской и 116-й Донской казачьих кавалерийских дивизий, оборонявших станицы Шкуринскую и Канеловскую. Казаки перешли в контратаки и сумели отбросить противника, но соседняя 18-я армия продолжала отступать. 31 июля входившая в её состав 216-я стрелковая дивизия оставила Кущёвскую, около 16:00 станицу заняли  немецкие войска.
С наступлением ночи 15-я кавалерийская дивизия попыталась выбить противника из станицы, но не смогла, не получив поддержки пехоты. Командование корпуса решило ввести в бой находившуюся во втором эшелоне 13-ю Кубанскую казачью кавалерийскую дивизию при поддержке Майкопской танковой бригады, сформированной из курсантов Орловского танкового училища им. М. В. Фрунзе и 267-го отдельного конно-артиллерийского дивизиона. 13-я кавалерийская дивизия охватила немецкий плацдарм и контратаковала немцев.
1 августа на плацдарм переправился 91-й горнострелковый полк вермахта. Советские войска вновь контратаковали, но безуспешно. 91-й горнострелковый полк продвинулся на запад, но его удар был отражён советскими войсками при поддержке танков.

## Силы сторон
Согласно большинству источников, с советской стороны действовали части 13-й Кубанской казачьей кавалерийской дивизии (2 полка, 1 артиллерийский дивизион, иногда упоминается противотанковый истребительный дивизион). По некоторым утверждениям, в атаке участвовали и другие соединения 17-го Кубанского казачьего кавалерийского корпуса, а также приданная 17-му кавалерийскому корпусу Танковая бригада Северо-Кавказского фронта (Майкопская танковая бригада) её ещё называли Отдельная Орловская танковая бригада. 

«В составе войск Приморской группы действовала Майкопская танковая бригада, приданная 17-му кавалерийскому корпусу…» .— Гречко А.А. Битва за Кавказ. - М.: Военное издательство, 1967. - С. 71
В отечественных источниках объектами атаки называются:
- части 101-й дивизии[англ.] «Зелёная роза», два полка Ваффен-СС[5][неавторитетный источник], двенадцать пушечных и пятнадцать миномётных батарей[6]
- танковая дивизия «Белая роза»[7][неавторитетный источник]
- горнострелковая дивизия «Эдельвейс» с приданными частями СС[8][неавторитетный источник]
- немецкая моторизованная дивизия[9][неавторитетный источник]
- 198-я пехотная дивизия, 5-я и 9-я румынские кавалерийские дивизии[10][неавторитетный источник]
- 196-я пехотная дивизия[11]

Согласно немецкому исследователю В.Тике, в районе Кущевской на 2 августа могли находиться подразделения 1-й горнострелковой дивизии и 4-й горнострелковой дивизии, а также 73-й и 125-й пехотных дивизий вермахта. По данным  Тике, в тот же день атаке подверглись части 198-й пехотной дивизии, наступавшие от реки Ея на запад. У Кущёвской не было ни частей войск СС, ни румынских или итальянских сил.
Известно, что ни 57-й танковой дивизии, ни танковой дивизии «Белая роза», ни танковой дивизии СС «Зелёная роза» в немецких вооружённых силах не существовало. Также не соответствует действительности утверждение о разгроме в районе Кущёвской 196-й немецкой пехотной дивизии — с июня 1941 года эта дивизия находилась в Норвегии и на Восточном фронте появилась только в 1944 году. Таким образом, речь идёт о потерях, нанесённых 198-й пехотной дивизии, которая, однако, в эти дни разгромлена не была. Неверно и встречающееся утверждение о разгроме 101-й дивизии, ошибочно именуемой горнострелковой. 101-я легкопехотная (с 6 июля 1942 года — егерская) дивизия действовала значительно восточнее.

## Ход боя
2 августа 1942 года казаки 13-й Кубанской дивизии в конном строю атаковали немецкие войска у Кущёвской. Бой длился три-четыре часа.
Об атаке под Кущевской не только существует множество небылиц, но и в печатных источниках об этом событии рассказывается по-разному. Разнится даже время начала атаки: согласно одним описаниям, атака началась утром, по другим — в полдень.
Согласно одной версии, атака казаков была произведена на оборонительные позиции немецких войск, располагавших артиллерией и танками, иногда упоминаются миномёты. 
По рассказу ветерана Кубанского казачьего кавалерийского корпуса Е. И. Мостового, после артиллерийской подготовки кавалерия развернулась в лаву шириной полтора-два километра. Немецкие войска открыли огонь с опозданием, после чего ввели в действие авиацию, но с малым эффектом. Казаки врубились в немецкие порядки на несколько километров, подбили несколько танков.
Участник Кущёвской атаки Я. П. Сторчак вспоминает:

Внезапно ударила наша артиллерия, мы ринулись в бой, не думая ни о чём, чувствовали только ненависть к фашистам и желание победить. Гитлеровцы пришли в себя с опозданием. Мы уже почти сошлись. Снаряды начали вырывать из наших рядов людей и лошадей. Мы разозлились и ринулись на немцев, они стали отступать.

Трубач 4-го гвардейского казачьего кавалерийского корпуса И. Я. Бойко сообщал, что артподготовки не было: казачьи эскадроны, используя высокую растительность, в ночь с 1 на 2 августа скрытно заняли исходное положение для атаки, а утром внезапно атаковали противника и ворвались в станицу. 
Контратака с участием танков была отражена пушками противотанкового истребительного дивизиона капитана Чекурды.
Согласно мемуарам Е. С. Поникаровского, два полка казаков при поддержке танков выбили немецкие войска с позиций у станицы, после чего начался затяжной бой в самой Кущёвской.
Согласно иной версии, в этот день немецкая дивизия «Зелёная роза» переправилась через реку Ея под прикрытием пулемётного огня. С противоположного конца поля на них обрушилась кавалерия. По словам трубача 2-го эскадрона 9-й гвардейской Кубанской кавалерийской дивизии В. М. Зеленухина, пехота вермахта вышла из станицы колоннами, когда подверглась атаке двух полков в конном строю.
В книге С. А. Алексиевич «У войны не женское лицо…» приводится рассказ санинструктора З. В. Корж:
После Кущёвской битвы — это была знаменитая конная атака кубанских казаков — корпусу присвоили звание гвардейского. Бой был страшный. А для нас с Олей самый страшный, потому что мы ещё очень боялись. Я, хотя уже воевала, знала, что это такое, но вот когда кавалеристы пошли лавиной — черкески развеваются, сабли вынуты, кони храпят, а конь, когда летит, он такую силу имеет; и вся вот эта лавина пошла на танки, на артиллерию, на фашистов — это было как в страшном сне. А фашистов было много, их было больше, они шли с автоматами, наперевес, рядом с танками шли — и они не выдержали, понимаете, они не выдержали этой лавины. Они бросали пушки и бежали…

Согласно третьей версии, в атаку пошёл весь 17-й кавалерийский корпус генерала Н. Я. Кириченко (12-я, 13-я, 15-я и 116-я дивизии) и остановил наступление крупных вражеских сил, двигавшихся от Ростова на Краснодар:
Конники на галопе подлетали к танкам, спрыгивали на броню и бутылками с горючей смесью поджигали боевые машины. В ходе боя Кущевская трижды переходила из рук в руки. В стремительной атаке казаками было уничтожено до 1800 вражеских солдат и офицеров, взято 300 пленных, захвачено 18 орудий и 25 миномётов. 5-я и 9-я румынские кавдивизии в панике бежали, а 198-я пехотная дивизия гитлеровцев, неся большие потери, поспешно отошла на левый берег реки Еи.

В этом случае речь, очевидно, идёт уже не о Кущёвской атаке, а о сражении всего 17-го казачьего кавалерийского корпуса с немецкими и румынскими войсками в районе станиц Кущёвской, Шкуринской и Канеловской 31 июля — 3 августа.
При этом наличие немецких танков в полосе конной атаки полков 13-й дивизии не нашло подтверждения.
Маршал А. А. Гречко писал в мемуарах об атаке 2 августа следующее:

31 июля 216-я стрелковая дивизия 18-й армии оставила Кущевскую. Командир 17-го кавалерийского корпуса генерал-лейтенант Н. Я. Кириченко решил ночным налётом 15-й кавалерийской дивизии во взаимодействии с 216-й стрелковой дивизией овладеть Кущевской. В ночь на 1 августа дивизия произвела налёт на станицу, но он оказался безуспешным, так как 216-я стрелковая дивизия в бою не участвовала. В следующую ночь казаки после авиационной подготовки предприняли новый налёт силами 15-й, 13-й кавалерийских дивизий и одной танковой бригады. Завязались ожесточённые бои за станицу. Три раза Кущевская переходила из рук в руки. 216-я дивизия и на этот раз не оказала поддержки казакам. В итоге кавалерийский корпус отошёл на исходные позиции. В этих ночных атаках на Кущевскую казаки 13-й кавалерийской дивизии уничтожили более 1 тыс. гитлеровцев и около 300 взяли в плен. 

## Альтернативная версия
Вскоре после боя в Кущёвской в ЦК ВКП(б) пришло письмо заместителя командира 17-го кавкорпуса полковника В. В. Бардадина (от 28 октября 1942 года). Бардадин обвиняет командира корпуса Кириченко, комиссара Очкина и начальника штаба Дудкина в очковтирательстве и преступной халатности; операцию в Кущёвской считает провалом, награждения как самого корпуса так и его командования — ошибочными:

Атака в 8 часов утра 29 июля не состоялась, так как опоздали два полка 13-й кд, и с выходом их в исходное положение атака началась в 11 часов 30 минут. С началом атаки противник обрушился артиллерийским, миномётным и пулемётным огнем на атакующие группы конницы, вследствие чего полки понесли большие потери в людском и конском составе, атака захлебнулась и конница повернула назад. Пешие части 15-й кд подошли к южной окраине Кущевки и дальше продвинуться не могли. 24-й полк в рубке участия не принимал, неся потери от огня противника, вернулся обратно. 33-й полк 13-й кд участие в рубке принимал, понеся большие потери, чем 24-й полк. Полк, действующий на вспомогательном направлении, участия не принимал, так как с ним не было связи, и только в 15 часов командир полка по личной инициативе решил выполнить поставленную задачу, напоролся на организованный огонь противника, понес потери и отошёл в исходное положение. В результате атаки наши части станицу Кущевку не заняли, противник оставался на занятых им позициях. Потери с нашей стороны – 400 человек убитых и раненых, около 200 лошадей. Со стороны противника – максимум 100–150 (человек).

[...]

Я был искренне возмущен посланной в штаб фронта сводкой об уничтожении 5 тыс. немцев и взятии 300 человек в плен. [...] Командир и комиссар корпуса, несмотря на мои настаивания предать суду командиров 12-й и 13-й кд за трусость и паникерство, также не приняли с ними соответствующих мер, которые, бросив столько техники и без нужды, а по собственной глупости, измотав людской и конский состав, были представлены к правительственным наградам и повышению в звании.

[...]

Общий вывод. Части корпуса серьёзных боев с противником не имели, а были вовлечены в поток отходящих пехотных частей. Корпус кулаком нигде не действовал, а действовал разрозненно дивизиями, что ослабляло его как боевую единицу, и возможных сокрушительных ударов по противнику нанесено не было. Корпус – его штаб на протяжении всего времени находился в сравнительно далеком расстоянии – 40–60  км, что затрудняло управление и непосредственное руководство частями корпуса. Приказы опаздывали, противник упреждал.
Точно так же нечестно отнеслось командование корпуса и при представлении лиц к Правительственным наградам, что особенно имело место в самом штабе корпуса, где наравне с заслуживающими лицами был представлен ряд лиц, которые не участвовали в боевых операциях и абсолютно никак не проявили себя за время работы в корпусе, как то: командиры 12-й кд и 13-й кд генерал-майоры Миллеров и Тутаринов, военфельдшер Бражник Ольга С., старший батальонный комиссар, комиссар штаба корпуса Тырышкин, который сам заявляет, что не знает, за что получил Орден Красной Звезды, батальонный комиссар – зам. начальника политотдела Шутковский, начальник штаба корпуса Дудкин и начальник политотдела полковой комиссар Маналис, получившие ордена Ленина за Кущевскую операцию, описанную мною выше, за что они должны были понести дисциплинарное взыскание, так как операция принеправильной тактике и никуда не годной организации была провалена.
— цит. по книге: Соколов Б. В. «Чудо Сталинграда» , стр. 45-46

## Потери сторон
Согласно советским источникам, потери немецких войск оценивались от 400 до 5 тысяч человек. В письме от 5 августа 1942 г. командира корпуса генерал-лейтенанта Н. Я. Кириченко 1-му секретарю Краснодарского крайкома ВКП(б) П. Селезнёву говорится: «13-я Кубанская дивизия в своей конной атаке изрубила более 2000 человек».
По сведениям зам. командира 17-го кавкорпуса полковника В. В. Бардадина, потери корпуса составили 400 человек убитых и раненых, около 200 лошадей. Со стороны противника – максимум 100–150 [человек] (сведения приведены в письме В. В. Бардадина в ЦК ВКП(б) от 28 октября 1942 года).
Общие потери 17-го казачьего корпуса в оборонительных боях начала августа составили 2163 человека.

## Память
На выезде из станицы Кущёвской на трассу Ростов-Баку в 1967 году поставлен памятник — всадник на вздыбленном коне, с надписью: «Здесь в августе 1942 года стоял насмерть, защищая ворота Кавказа, 4-й Гвардейский Кубанский казачий корпус, удивив мир своей стойкостью и величием духа». 
В 2008 году там же был построен мемориальный комплекс «Поле казачьей славы».

## Комментарии
1. ↑  По оценке зам. командира 17-го кавкорпуса полк. Бардадина, потери противника не превышали 200 чел.
2. ↑   Степан Тихонович Чекурда[16].